# 荒木英夫
荒木 英夫（あらき ひでお）は、日本の電子情報工学・システム工学者。大阪工業大学情報科学部実世界情報学科教授。博士（工学）。システム制御情報学会編集委員会第61-62期編集委員。 
専門は、IoT/センシングシステム・データハーベスティング、マイコン・組み込みシステム、電子論理回路データ解析、プログラミング（特にC、Ruby）。

## 略歴
1992年大阪工業大学工学部電子工学科卒業。1994年同大学大学院工学研究科修士課程修了。システム開発会社で主に、組込みシステムの開発に従事。2005年大阪工業大学大学院工学研究科電気・電子工学（計算機システム）専攻博士課程修了、工学博士。同大学工学部電子情報通信工学科非常勤講師などを経て、2011年同大学情報科学部コンピュータ科学科講師。2019年同学部情報知能学科准教授。2021年同学部データサイエンス学科准教授。2022年同学科教授。2025年同学部実世界情報学科教授。
主な所属学会は、情報処理学会、システム制御情報学会、電子情報通信学会、電気学会など。主な受賞は、電気関連学会連合関西支部大会奨励賞。

## 主な研究
- FPGAを用いた組込みRubyプロセッサの提案と評価
- 組込みシステムの設計をC言語を用いた手法についての研究
- 複数のセンシング手法を組み合わせた路面異常検出手法の実現
- マイコン上で機械学習(ML)を用いた屋内位置と動き推定システムの評価 - ニュージーランドのワイカト大学開発の機械学習ソフトウェア「WEKA」を利用した研究
- ニューラルネットワークによる口臭識別
- 遠隔調理活動に対する他者の気づきと声掛けの初期分析：IoT行動変容学 - 東京女子医科大学との共同研究[3]

IoT・データサイエンスの対外啓蒙活動として、枚方産学公連携フォーラム2019 ～ IoT・AIを活用したビジネスの大改革でのパネリスト（テーマ：経済的発展と社会的課題の解決に向けた企業のICT活用について）、 大阪府・大阪産業局が運営するものづくりビジネスセンター大阪（MOBIO）のMOBIO-Cafe Meeting2015でプレゼンター（テーマ：ハンディ口臭識別器の開発研究）を務めている。